# Žofínský prales
Žofínský prales je národní přírodní rezervace v Novohradských horách poblíž hranic s Rakouskem.

## Historie
Přírodní rezervace Žofínský prales je společně s pralesem Hojná voda nejstarší rezervací v pevninské Evropě (starší je rezervace na ostrově Vilm v Baltském moři). Založil ji roku 1838 hrabě Jiří František August Buquoy „mezi pasekami č. 10 a 20, mezi potokem Almbach a dělicí čárou“ (hranicí). Rozkládala se na ploše 300 jiter (172 ha), ale na mapě z roku 1847 měla zhruba 38 ha. Ovšem po převzetí panství jeho syn dal na názory lesního inženýra a taxátora Williama Rowlanda na zmenšení plochy rezervace na tři jitra (1,7 ha). Až v roce 1882 byl vydán absolutní zákaz těžby (do té doby byly odtud odváženy souše) a zhruba od roku 1888 (59 ha) se plocha rezervace opět zvyšovala (roku 1898 měla 56,47 ha) až na současnou rozlohu. V roce 1933 vyhlásilo tehdejší ministerstvo školství a národní osvěty Žofínský prales úplnou státní rezervací pod názvem Prales v polesí Obora (Sofienschloß) s výměrou 97,72 ha.

## Současnost
Rozloha této rezervace je 102 ha. Nejstarší stromy jsou až 400 let staré. Od poloviny 18. století se na většině tohoto území vyvíjí prales bez jakéhokoliv zásahu člověka. Mezi stromy zde dominuje buk, v menším počtu se zde vyskytuje smrk a jedle. Od roku 1991 je prales oplocen a nepřístupný veřejnosti. Do roku 1975 zde rostla Žofínská královna jedlí, která dosáhla věku 425 let, obvodu kmene 553 cm při celkové výšce 51 m, ale padla za prudkého nárazového větru 6. ledna 1975.